# Weichselistiden

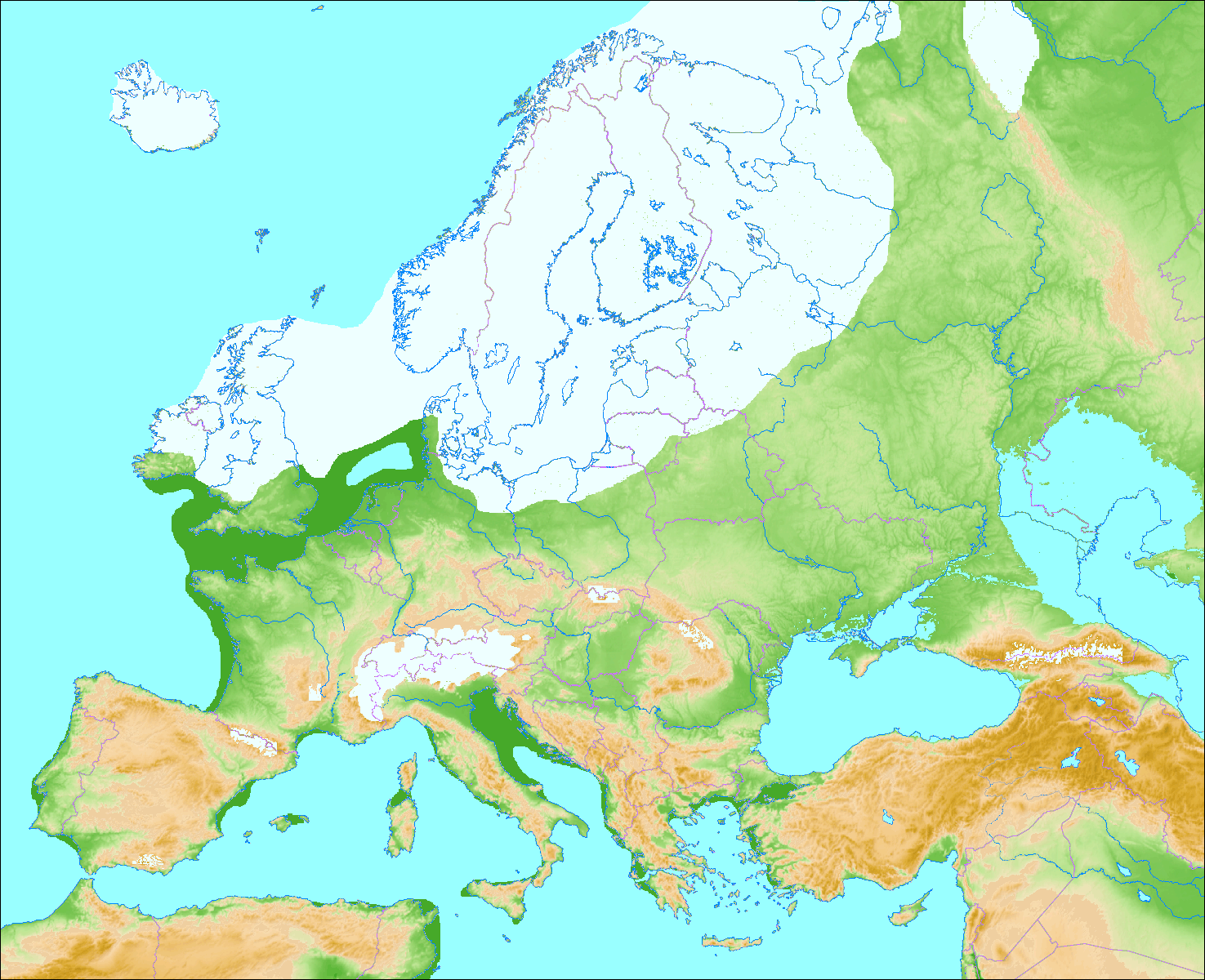
Karta som visar isens utbredning.

Weichselistiden (av tyska: Weichsel) är det fackspråkiga regionnamnet för den senaste istidens glaciärperiod i Nordeuropa under Pleistocen, vilken började för runt 110 000 år sedan, med sin största utbredning för 20 000–18 000 år sedan, följt av avsmältning under de senaste 10 000 åren. Nedisningen under Weichselistiden sträckte sig vid maximum ända ner till norra Tyskland och täckte hela Skandinavien utom de västra delarna av Jylland som var förbundna med Brittiska öarna via Doggerland (nuvarande Nordsjön torrlagd).

## Terminologi
Namnet kommer från det tyskspråkiga namnet, Weichsel, av den flod, Wisła, i Polen dit glaciärens maximala utbredning nådde. I Storbritannien används istället Devensian efter latin: dēvenses, ”folket vid Dēva” (engelska: Dee), en flod vid walesiska gränsen nära fyndigheter från perioden som är särskilt väl representerade. I Irland används begreppet Midlandian för glaciärperioden, efter det irländska medellandet.
Andra regionala delar av senaste istiden går under benämningen wisconsinistiden i Nordamerika och würmistiden i Alperna.

## Miljö

Vegetationszoner under den senaste istiden med själva istäckets utbredning i grått.

Under weischel-nedisningen var en stor del av nuvarande Nordsjön (Doggerland) en del av den så kallade mammutstäppen (ett område med en växtlighet som påminner om den som idag finns på Wrangelön i Sibirien). Här levde ett flertal arter som idag är utdöda (eller starkt hotade) som saigaantilop, ullhårig mammut, ullhårig noshörning och även s.k. jättehjort (benämns också irländsk älg). Även om man kan förledas till att tro detta så är inte mammutstäpp och tundra samma sak. Mammutstäppens försvinnande är en av de orsaker som normalt framläggs som förklaring till att den s.k. megafaunan dör ut efter periodens slut. Under nedisningens dödsryckningar förekommer också arter som isbjörn och ren i områden där de inte förekommer idag.

## Historia
Weichsel-istiden tog sin början för ungefär 115 000 år sedan och avslutade interglacialen Eem, med avbrott för ett antal interglacialstadier, varav de största kallas Brørup  för omkring 100 000 år sedan och Odderade för omkring 80 000 år sedan. Den slutade för 11 500 år sedan. Det är fortfarande oklart hur långt isen nådde under köldperioderna däremellan, den torde främst ha täckt norra Skandinavien. Under den därpå följande köldperioden torde större delen av Norden ha varit istäckt från för omkring 70 000 år sedan till för omkring 17 000 år sedan. Mildare skeden har dock inträffat under denna period, för cirka 50 000–25 000 år sedan. Det är dock mycket osäkert om dessa interglacialstadier påverkat istäcket i Norden. Under en period för omkring 32 000–21 000 år sedan var dock sydligaste Sverige isfritt.
Sin största utbredning nådde isen under en köldperiod för omkring 20 000–18 000 år sedan, isen täckte då delar av norra Tyskland och Baltikum. Därefter skedde en temperaturhöjning som kulminerade i värmeperioden Böllingtid för omkring 12 500 år sedan, vilken 500 år senare följdes av en ny köldperiod, avbruten av värmeperioden Allerödtid, åter följd av en köldperiod under Yngre dryas. Isranden gick genom Götaland i höjd med Billingen. Det mesta tyder på att isranden under Yngre dryas flyttade sig några mil söderut för att sedan åter få en värmeperiod. En kort tillfällig period av kallare klimat kallas Yngsta dryas. Normalt brukar Weichselistiden räknas som avslutad för omkring 10 000 år sedan. Den värmeperiod som kan sägas vara det definitiva slutet på Weichselistiden inträdde för omkring 10 500 C-14 år sedan, vilket torde motsvara 11 450 kalenderår sedan.
Det tog dock ytterligare cirka 2 000 år innan all is var bortsmält från Skandinavien.
För omkring 14 000 år sedan var sydvästra Skåne isfritt. Därefter har dock för ungefär 13 300 år sedan en ny köldperiod inträffat och täckt Skåne jämte Fyn och Själland. Sedan inträdde på nytt en temperaturhöjning som kulminerade i värmeperioden Böllingtid för omkring 12 500 år sedan, vilket 500 år senare följdes av en ny köldperiod, då isranden gick genom Götaland i höjd med Billingen. Det mesta tyder på att isranden under den följande köldperioden flyttade sig några mil söderut för att sedan flyttas norrut igen under värmeperioden Allerödtid. För omkring 10 300 år sedan kan istiden definitivt sägas vara avbruten.
| Kvartär de senaste 2,58 miljoner åren | Kvartär de senaste 2,58 miljoner åren | Kvartär de senaste 2,58 miljoner åren | Kvartär de senaste 2,58 miljoner åren |
| Period (System)                       | Epok (Serie)                          | Ålder (Etage)                         | Miljoner år sedan                     |
| ------------------------------------- | ------------------------------------- | ------------------------------------- | ------------------------------------- |
| Kvartär                               | Holocen                               | Meghalaya                             | 0,004–0,000                           |
| Kvartär                               | Holocen                               | Northgrip                             | 0,008–0,004                           |
| Kvartär                               | Holocen                               | Greenland                             | 0,012–0,008                           |
| Kvartär                               | Pleistocen                            | Övre                                  | 0,129–0,012                           |
| Kvartär                               | Pleistocen                            | Chiba                                 | 0,774–0,129                           |
| Kvartär                               | Pleistocen                            | Calabria                              | 1,80–0,774                            |
| Kvartär                               | Pleistocen                            | Gela                                  | 2,58–1,80                             |
| Neogen                                | Pliocen                               | Piacenza                              | tidigare                              |

| Kvartär Klimatskeden i Norra Europa | Kvartär Klimatskeden i Norra Europa   | Kvartär Klimatskeden i Norra Europa |
| Glacial / Interglacial              | Stadial / Kron Syreisotopstadium, MIS | Tusental år sedan                   |
| ----------------------------------- | ------------------------------------- | ----------------------------------- |
| Flandern (Holocen) värmetid MIS 1   | Subatlantisk tid                      | 2,6–0,0                             |
| Flandern (Holocen) värmetid MIS 1   | Subboreal tid                         | 5,8–2,6                             |
| Flandern (Holocen) värmetid MIS 1   | Atlantisk tid                         | 9,0–5,8                             |
| Flandern (Holocen) värmetid MIS 1   | Boreal tid                            | 9,9–9,0                             |
| Flandern (Holocen) värmetid MIS 1   | Preboreal tid                         | 11,7–9,9                            |
| Weichsel istid                      | Yngre dryas                           | 13–11,7                             |
| Weichsel istid                      | Alleröd                               | 14–13                               |
| Weichsel istid                      | Äldre dryas                           | 14                                  |
| Weichsel istid                      | Bölling                               | 15–14                               |
| Weichsel istid                      | Äldsta dryas                          | 16–15                               |
| Weichsel istid                      | Weichsels huvudfas MIS 2              | 24–16                               |
| Weichsel istid                      | Mellersta Weichsel MIS 4–3            | 70–24                               |
| Weichsel istid                      | Odderade - MIS 5a                     | 80–70                               |
| Weichsel istid                      | Rederstall - MIS 5b                   | 90–80                               |
| Weichsel istid                      | Brörup - MIS 5c                       | 100–90                              |
| Weichsel istid                      | Herning - MIS 5d                      | 115–100                             |
| Eem                                 | Eem - MIS 5e                          | 126–115                             |
| Saale istid                         | Warthe - MIS 6 Drenthe - MIS 6        | 200–126                             |
| Saale istid                         | Dömnitz - MIS 7                       | 240–200                             |
| Saale istid                         | Fuhne - MIS 8                         | 300–240                             |
| Holstein                            | MIS 9                                 | 320–300                             |
| Elster                              | MIS 10                                | 380–320                             |
| Cromer                              | MIS 21–11                             | 860–380                             |
| Bavel                               | MIS 63–22                             | 1800–860                            |
| Menap                               | MIS 63–22                             | 1800–860                            |
| Waal                                | MIS 63–22                             | 1800–860                            |
| Eburon                              | MIS 63–22                             | 1800–860                            |
| Tegelen                             | MIS 103–64                            | 2600–1800                           |
| Pretegelen                          | MIS 103–64                            | 2600–1800                           |

## Begreppet ”istid”
Weichsel-nedisningen är den period som ofta avses då man i dagligt tal säger "istiden", även om detta inte är korrekt, då begreppet istid refererar till hela perioder av nedisningar och inte till enskilda glaciationer. Den istid som Weichsel-nedisningen är en del av sträcker sig sålunda över hela pleistocen och består av ett flertal andra nedisningar över en period av cirka 2,5 miljoner år.